# Ronald Knot
Ronald Knot (* 3. srpna 1994 Praha) je český lední hokejista hrající na pozici obránce. Svá dorostenecká a juniorská léta strávil v celku HC Slavia Praha. Premiérové utkání v mužské soutěži odehrál během sezóny 2012/2013 opět v barvách tohoto pražského týmu. Za jeho účinkování ho chválil i trenér mužstva Vladimír Růžička. Následující dvě sezóny nastupoval střídavě za muže a za juniory Slavie Praha. Účastnil se také v sezóně 2014/2015 baráže, v níž Slavia po 21 letech v nejvyšší soutěži sestoupila. Následující sezónu – 2015/2016 – tráví v pražské Slavii.
Na přelomu let 2013 a 2014 se Knot účastnil mistrovství světa hráčů do 20 let.

## Hráčská kariéra
- 2014/2015 HC Slavia Praha
- 2015/2016 HC Slavia Praha
- 2016/2017 HC Slavia Praha
- 2017/2018 BK Mladá Boleslav, Piráti Chomutov, HC Slavia Praha
- 2018/2019 Piráti Chomutov
- 2019/2020 Bílí Tygři Liberec
- 2020/2021 Bílí Tygři Liberec
- 2021/2022 Neftěchimik Nižněkamsk
- 2022/2023 Tucson Roadrunners
- 2023/2024 Bílí Tygři Liberec
- 2024/2025 HIFK Hockey

## Seniorská reprezentace
| Turnaj        | Místo konání             | Z | G | A | B | Umístění | Soupisky          |
| ------------- | ------------------------ | - | - | - | - | -------- | ----------------- |
| ZOH 2022      | Čína (Peking)            | 4 | 0 | 1 | 1 | 9. místo | Soupiska ZOH 2022 |
| MS 2023       | Finsko (Finsko/Lotyšsko) | 4 | 0 | 0 | 0 | 8. místo | Soupiska MS 2023  |
| Celkem na ZOH |                          | 4 | 0 | 1 | 1 |          |                   |
| Celkem na MS  |                          | 4 | 0 | 0 | 0 |          |                   |